# Holorusia pallescens
Holorusia pallescens är en tvåvingeart som först beskrevs av Edwards 1926.  Holorusia pallescens ingår i släktet Holorusia och familjen storharkrankar. Inga underarter finns listade i Catalogue of Life.